# 愛傷歌
『愛傷歌』（あいしょうか）は、1985年7月21日に発売された森昌子の45枚目のシングル。

## 解説
- 森は1985年末の「第36回NHK紅白歌合戦」で、初の紅組司会を務めたが「紅白出場は同回限りで最後」と森自身密かに歌手業からの現役引退を決意していたという（翌1986年8月に森進一との結婚を機に芸能界を引退したが、2005年4月に離婚。翌2006年3月から、本格的に歌手活動を含め芸能界へ復帰するも、2019年に再引退予定）。

- 同回の紅白歌合戦の紅組トリで森は同曲を歌唱しようとするも、歌う前から感極まって号泣し、1番目の途中で歌えなくなってしまうハプニングが発生した（当時同じホリプロ所属の石川さゆりが代わりに歌唱する場面があった）。

## 収録曲
- 両楽曲共に、作詞：石本美由起／作・編曲：三木たかし

1. 愛傷歌（4分57秒）
2. 恋きずな（4分10秒）

## カバー
- 石原詢子（2014年、CD-BOX『石原詢子 時代のうた』収録）